# Sveti Nikola (Fiume)
Sveti Nikola (olaszul: San Nicolo), Fiume városrésze Horvátországban, Tengermellék-Hegyvidék megyében.

## Fekvése
Sveti Nicola Fiuménak a városközponttól nyugatra eső része. Nyugaton Kantrida és Zamet, északon Pehlin, északkeleten Podmurvice, keleten Turnić, délkeleten pedig Mlaka városrész határolja. Délen a tengerrel határos.

## Története

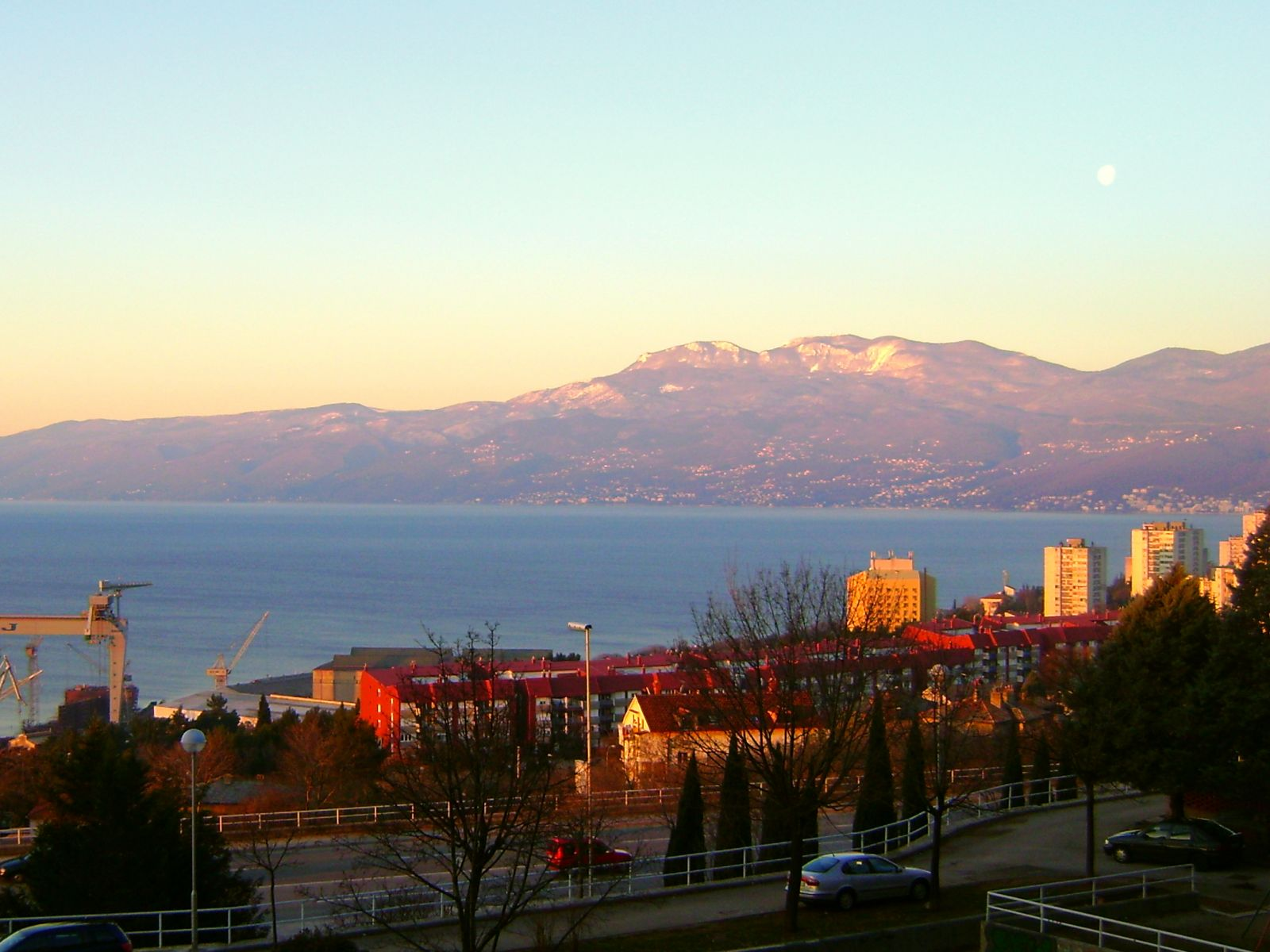
A Sveti Nicola – Krnjevo látképe

## Nevezetességei
Szent Nikola Tavelić templom